# Gelão I
Gélon (ca. 540 a.C. — 478 a.C.) foi um tirano de Gela e Siracusa, colónias fundadas pelos antigos gregos na Sicília.
Gélon era filho de Deinomenes de Gela e pertencia ao meio aristocrático. Antes de tomar o poder foi comandante da cavalaria do tirano de Gela, Hipócrates. Quanto este faleceu em 491 a.C. Gélon, que era tutor dos filhos deste, afastou-os do poder, torna-se o novo tirano de Gela.
Em 485 a.C. Gélon tomou Siracusa, a cidade mais importante da Sícilia. Para esta cidade Gélon transferiu os habitantes ricos das cidades de Camarina e de Megara Hyblaea, localidades conquistadas nos dois anos seguintes, assim como os de Gela. Gelón fixou-se em Siracusa e deixou em Gela o seu irmão Hierão como seu representante.
Em 481 a.C. perante a ameaça que os Persas representavam para o mundo helénico, uma delegação da Grécia continental visitou Gélon pedindo a sua ajuda para participar na luta contra a invasão de Xerxes I. Gélon aceitou contribuir com o seu exército, mas apenas se lhe fosse concedido o comando das forças navais ou terrestres. Os gregos rejeitaram as suas condições.
Em 480 a.C. o general cartaginense Amílcar invadiu o norte ds Sícilia, mas foi derrotado por Gélon na Batalha do Hímeras, que segundo a tradição teria tido lugar no mesmo dia que a Batalha de Salamina. Gélon fez a paz com Cartago, não sem estabelecer uma indemnização elevada de mil talentos. Com este dinheiro o tirano embelezou Siracusa com novos edifícios e realizou oferendas aos santuários de Delfos e Olímpia. Gélon faleceu em 478 a.C., tendo sido sucedido pelo seu irmão Hierão, que não foi tão popular quanto ele.